# Liste des monuments historiques d'Abbeville
Ce tableau présente la liste de tous les monuments historiques classés ou inscrits dans la ville de Abbeville, Somme, en France.

## Liste
| Monument                                              | Adresse                                      | Coordonnées                      | Notice         | Protection     | Date      | Illustration                                          |
| ----------------------------------------------------- | -------------------------------------------- | -------------------------------- | -------------- | -------------- | --------- | ----------------------------------------------------- |
| Abbaye Notre-Dame de Willencourt                      | 86 chaussée Marcadé                          | 50° 06′ 41″ nord, 1° 49′ 45″ est | « PA80000008 » | Inscrit        | 1998      | Abbaye Notre-Dame de Willencourt                      |
| Bains-douches                                         | Rue Jules-Magnier                            | 50° 06′ 30″ nord, 1° 49′ 51″ est | « PA80000038 » | Inscrit        | 2003      | Bains-douches                                         |
| Beffroi, Musée Boucher-de-Perthes                     |                                              | 50° 06′ 26″ nord, 1° 49′ 59″ est | « PA00116023 » | Inscrit        | 1926      | Beffroi, Musée Boucher-de-Perthes                     |
| Monument La Barre à Abbeville                         | Rue Jean Jaurès, Ronde de l'Eau              | 50° 06′ 21″ nord, 1° 50′ 09″ est |                |                | 1907      | Monument La Barre à Abbeville                         |
| Carrière Carpentier                                   | Route de Doullens                            | 50° 06′ 22″ nord, 1° 50′ 53″ est | « PA00116013 » | Classé         | 1983      | Carrière Carpentier                                   |
| Carrière de Menchecourt                               | Rue de Haut                                  | 50° 07′ 06″ nord, 1° 49′ 25″ est | « PA00116014 » | Classé         | 1983      | Image manquante Téléverser                            |
| Château de Bagatelle                                  | 111 route de Paris                           | 50° 05′ 42″ nord, 1° 50′ 36″ est | « PA00116032 » | Inscrit        | 1926 1946 | Château de Bagatelle                                  |
| Collège Saint-Stanislas, ancien couvent des Ursulines | Chaussée du Bois                             | 50° 06′ 27″ nord, 1° 50′ 13″ est | « PA00116015 » | Inscrit        | 1926      | Collège Saint-Stanislas, ancien couvent des Ursulines |
| Église Notre-Dame-de-la-Chapelle                      |                                              | 50° 07′ 02″ nord, 1° 49′ 55″ est | « PA00116017 » | Classé         | 1910      | Église Notre-Dame-de-la-Chapelle                      |
| Église Saint-Gilles                                   | Rue Saint-Gilles                             | 50° 06′ 05″ nord, 1° 50′ 23″ est | « PA00116016 » | Inscrit        | 1926      | Église Saint-Gilles                                   |
| Église Saint-Sépulcre                                 | Rue du Saint-Sépulcre                        | 50° 06′ 33″ nord, 1° 50′ 14″ est | « PA00116018 » | Classé         | 1907      | Église Saint-Sépulcre                                 |
| Église Saint-Vulfran                                  | Parvis Saint-Vulfran                         | 50° 06′ 17″ nord, 1° 49′ 55″ est | « PA00116019 » | Classé         | 1840      | Église Saint-Vulfran                                  |
| Gare                                                  | Place de la Gare                             | 50° 06′ 08″ nord, 1° 49′ 28″ est | « PA00116020 » | Inscrit        | 1984      | Gare                                                  |
| Hôtel                                                 | 84 rue du Maréchal-Foch                      | 50° 06′ 13″ nord, 1° 50′ 12″ est | « PA00116024 » | Inscrit        | 1954      | Image manquante Téléverser                            |
| Hôtel de Buigny                                       | Place Clemenceau                             | 50° 06′ 30″ nord, 1° 50′ 03″ est | « PA00116021 » | Inscrit        | 1933      | Hôtel de Buigny                                       |
| Hôtel de Rambures                                     | 76 rue du Maréchal-Foch                      | 50° 06′ 14″ nord, 1° 50′ 11″ est | « PA00116022 » | Inscrit        | 1977      | Image manquante Téléverser                            |
| Immeuble                                              | 26 rue Lesueur                               | 50° 06′ 21″ nord, 1° 49′ 46″ est | « PA00116025 » | Classé         | 1928      | Image manquante Téléverser                            |
| Immeuble                                              | 21 rue Saint-Gilles                          | 50° 06′ 11″ nord, 1° 50′ 17″ est | « PA00116026 » | Classé         | 1924      | Immeuble                                              |
| Maison                                                | 15 rue des Capucins, rue des Teinturiers     | 50° 06′ 31″ nord, 1° 49′ 55″ est | « PA00116027 » | Inscrit        | 1926      | Maison                                                |
| Maison                                                | 22 rue des Carmes, place de l'Amiral-Courbet | 50° 06′ 28″ nord, 1° 49′ 57″ est | « PA00116028 » | Inscrit        | 1974      | Image manquante Téléverser                            |
| Maison                                                | 82 chaussée d'Hocquet                        | 50° 06′ 22″ nord, 1° 49′ 35″ est | « PA00116030 » | Inscrit        | 1974      | Image manquante Téléverser                            |
| Maison                                                | 2, 4 chaussée Marcadé, rue aux Pareurs       | 50° 06′ 32″ nord, 1° 49′ 54″ est | « PA00116031 » | Inscrit        | 1974      | Maison                                                |
| Maison                                                | 1, 3 rue Pierre-Sauvage, Rue de l'Eauwette   | 50° 06′ 30″ nord, 1° 49′ 48″ est | « PA00116033 » | Inscrit        | 1974      | Image manquante Téléverser                            |
| Maison                                                | 4 rue du Pont-de-Boulogne                    | 50° 06′ 15″ nord, 1° 50′ 06″ est | « PA00116034 » | Inscrit        | 1974      | Image manquante Téléverser                            |
| Maison                                                | 9 rue du Pont-de-Boulogne                    | 50° 06′ 16″ nord, 1° 50′ 07″ est | « PA00116035 » | Inscrit        | 1963      | Image manquante Téléverser                            |
| Maison des Arondelles                                 | 1 place Clemenceau, place du Pilori          | 50° 06′ 28″ nord, 1° 50′ 07″ est | « PA00116029 » | Inscrit        | 1974      | Image manquante Téléverser                            |
| Manufacture des Rames                                 | 272, 274 chaussée d'Hocquet                  | 50° 06′ 37″ nord, 1° 49′ 20″ est | « PA00116036 » | Inscrit Classé | 1984 1986 | Manufacture des Rames                                 |
| Prieuré Saint-Pierre-et-Saint-Paul                    |                                              | 50° 06′ 33″ nord, 1° 50′ 08″ est | « PA80000005 » | Inscrit        | 1993      | Prieuré Saint-Pierre-et-Saint-Paul                    |
| Théâtre municipal                                     | Boulevard Vauban                             | 50° 06′ 25″ nord, 1° 50′ 25″ est | « PA80000039 » | Inscrit        | 2003      | Théâtre municipal                                     |